# Millebosc
Millebosc is een gemeente in het Franse departement Seine-Maritime (regio Normandië) en telt 244 inwoners (1999). De plaats maakt deel uit van het arrondissement Dieppe.

## Geografie
De oppervlakte van Millebosc bedraagt 7,8 km², de bevolkingsdichtheid is 31,3 inwoners per km².
De onderstaande kaart toont de ligging van Millebosc met de belangrijkste infrastructuur en aangrenzende gemeenten.

## Demografie
Onderstaande figuur toont het verloop van het inwonertal (bron: INSEE-tellingen).